# El desdén, con el desdén

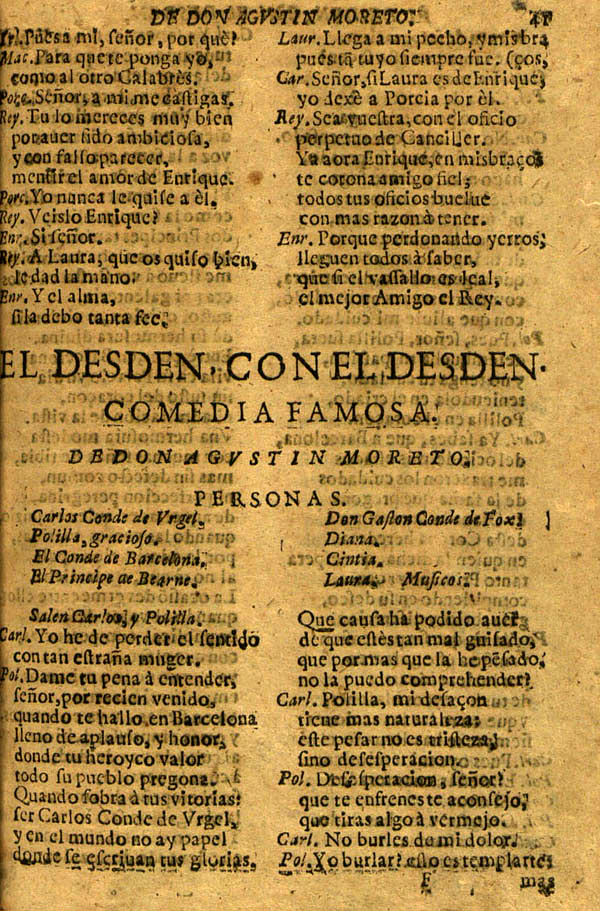
Incipit de la comedia «El desdén, con el desdén» en la segunda edición de la Primera parte de comedias de Agustín Moreto..., publicada en 1677.

El desdén, con el desdén es una obra de teatro de Agustín Moreto publicada en 1654 y posiblemente escrita un año antes. Se trata de una comedia palatina o «de fábrica» (en la terminología de Bances Candamo) que, junto con El lindo don Diego (una comedia de «capa y espada» de las llamadas «de figurón»), es la obra más reconocida de este dramaturgo. Alonso Caballero la representó en el Real Alcázar de Madrid en 1675.
Es una de las mejores comedias cortesanas de la llamada escuela de Calderón, en palabras de Edward M. Wilson y Duncan Moir «la mejor de todas las comedias españolas de este género»; su trama discurre con gran agilidad y fuerza cómica. La obra podría ser una revisión de otra de sus comedias, El poder de la amistad, que también versa sobre la manera como doblegar el desdén de una dama de alta condición social.

## Argumento
Carlos, conde de Urgel, viaja a Barcelona para competir en un torneo con el objeto de pretender a la heredera del Conde de Barcelona, Diana, que no tiene buena opinión del amor y ha tomado la decisión de no aceptar pretendientes, pese a que su padre desea casarla. Carlos finge desdeñar a Diana, quien, precisamente por la indiferencia que aquel muestra, se enamora sin remedio del Conde de Urgel.

## Análisis
Aunque el teatro barroco español generalmente prescindía de respetar la regla de las tres unidades (acción, lugar y tiempo dramáticos), especialmente la de tiempo, la comedia de Moreto respeta la unidad de acción y lugar, y en cuanto a la de tiempo, sigue la recomendación que hacía Lope de Vega en su Arte nuevo de hacer comedias en este tiempo de situar un solo salto temporal extenso en la transición de la primera a la segunda jornada, nombre que recibían los actos en el Siglo de Oro.
La unidad de acción de El desdén con el desdén ha sido destacada por la gran parte de la crítica académica, pues se evita cualquier elemento que no contribuya al desarrollo de la trama principal, a cuyo fin sirven incluso los pasajes cantados, que amplifican el asunto de la escena en que se encuentran. Por otra parte, la disposición de los materiales contiene simetrías y contrastes que inciden en la unidad de la comedia. En la acción única hay además una medida gradación del proceso de enamoramiento de Diana, factores todos ellos que contribuyen a una armónica construcción dramática.
En cuanto al lugar, toda la acción transcurre en un palacio acorde con el subgénero de comedia palatina, si bien se introduce la variedad en la unidad alternando el espacio interior con el jardín, que constituye el locus amoenus que propicia las pasiones. Esta unidad de lugar y espacio exquisito y palaciego acercaría a la obra al rococó. En palabras de Ruiz Ramón:

los lugares de la acción están más cerca del ordenado primor del espacio teatral rococó que del abundante desorden del espacio teatral barroco
F. Ruiz Ramón, Historia del teatro español. Desde sus orígenes hasta 1900, Madrid, Cátedra, 1979, pág. 269; apud Pastena, 1999,LXV

En todo caso se trata de un espacio refinado en el que aparece el recreo de la aristocracia, con suntuosas fiestas, como bailes y el carnaval, que era célebre en Barcelona, donde se sitúa la acción. No es casual que la obra fuera representada en el palacio real. Esta localización geográfica está relacionada con el contexto histórico-social de la redacción de la obra, ya que en 1652 (año a partir del cual se suele fechar la composición) se celebraba el fin de la Guerra de los Segadores. Existe una loa en catalán, titulada Lo desdeny ab lo desdeny (loa)|Lo desdeny ab lo desdeny, que probablemente constituiría el prolegómeno de una representación de la comedia en Perpiñán, adonde habían ido muchos exiliados catalanes de la guerra de 1640. Por tanto, las implicaciones políticas de la comedia no debían ser relevantes, ya que la ambientación general trasluce la lúdica celebración de la paz catalana recuperada y la reintegración del Principado en la Monarquía Hispánica.
El tiempo de la acción es el que más libertad toma, en consonancia con lo habitual en el barroco español. Del primer acto, que transcurre en verano, al segundo, en que llegamos a Carnaval, transcurren varios meses, si bien, como recomendaba Lope, la elipsis se da entre el primer y segundo acto y, además, está en función de la verosimilitud, pues refuerza la constancia del Conde de Urgel en su estrategia de conquista. La localización temporal se sitúa en un impreciso siglo XIII, pues aparecen el Conde de Urgel, el Conde de Fox (Foix) y el de Bearne, aunque no hay reconstrucción histórica y apenas se puede distinguir la ambientación medieval, ya que en la comedia nacional no se buscaba la historicidad en la representación y los personajes, y muchas de las costumbres, reflejan el siglo XVII contemporáneo del autor.

## Personajes
- Carlos, Conde de Urgel
- Conde de Barcelona
- Diana, hija del Conde de Barcelona
- Gastón, Conde de Fox
- Príncipe de Bearne
- Polilla (gracioso)

## Ediciones

### Primeras ediciones
- Princeps: Primera parte de comedias de D. Agustín Moreto y Cabana, Madrid, Diego Díaz de la Carrera; a costa de Mateo de la Bastida, 1654, fols. 22v-42v. BNE R/39472
- Segunda edición: Primera parte de comedias de Don Agustín Moreto y Cabaña, Madrid, Andrés García de la Iglesia, 1677, fols. 41r-61v.

### Ediciones modernas
- El desdén con el desdén, ed. de Jack H. Parker, Salamanca, Anaya (Biblioteca Anaya, 4), 1970.
- El desdén, con el desdén. Las galeras de la honra. Los oficios, ed. de Francisco Rico, Madrid, Castalia (Clásicos Castalia, 33), 1971; 2ª ed. corregida y aumentada, 2004.
- El desdén con el desdén. El lindo don Diego, ed. de J. L. Sirera, Barcelona, Planeta (Clásicos Universales Planeta. Autores Hispánicos, 130), 1987. ISBN 978-84-320-3961-4
- El desdén, con el desdén, edición, prólogo y notas de Enrico di Pastena con estudio de John Varey, Barcelona, Crítica (Biblioteca Clásica, 77), 1999. ISBN 978-84-8432-011-1

## Representaciones
- Compañía de Alonso Caballero, Real Alcázar de Madrid, 1675.
- Compañía de Francisca Bezón, Real Alcázar de Madrid, 1683-1684.[7]
- Compañía de Rosendo López, Saloncete y Salón Dorado del Palacio del Buen Retiro, 1686.[7]
- Compañía de Agustín Manuel, Cuarto de la Reina del Real Alcázar de Madrid, 10 de enero de 1692.
- Compañía de Carlos Vallejo, Corral de Comedias de la Cruz, 13 de diciembre de 1695.[8]
- 33 representaciones todos los años entre 1706 y 1719 (excepto el 1714) por las compañías de Antonio Ruiz, Juan Bautista Chavarría y José de Prado (con una media de cuatrocientos espectadores por función). Este periodo convierte a la obra en un clásico de gran popularidad. La fortuna del desdén continúa a lo largo de todo el siglo XVIII y XIX.[9]
- Compañía de Rita Luna en el Teatro de la Cruz en 1802.[10]
- Rafael Calvo, Ricardo Calvo y Antonia Contreras en el Teatro Principal de Barcelona en 1885.[11]
- El 12 de enero de 1895 en la inauguración de El Teatro Español tras las obras de reforma acometidas, con María Guerrero.
- El 14 de abril de 1904 en el Teatro Español de Madrid, con María Guerrero, con motivo de una suscripción popular para financiar el monumento a Emilio Castelar.
- Luis Escobar, en el Teatro María Guerrero (1951), con interpretación de Emma Penella, Adolfo Marsillach, Enrique Guitart, José María Rodero y Rafael Alonso.[12]
- Compañía Nacional de Teatro Clásico, versión de Francisco Nieva y dirección de Gerardo Malla, estrenada en el Festival de Teatro Clásico de Almagro en 1991, con Adriana Ozores, Enric Majó, Laura Cepeda, Manuel Galiana y Miguel Palenzuela.[13]